# مائورو سیوفی
مائورو سیوفی (انگلیسی: Mauro Cioffi؛ زادهٔ ۱۶ مهٔ ۱۹۹۴) بازیکن فوتبال اهل ایتالیا است.
از باشگاه‌هایی که در آن بازی کرده‌است می‌توان به باشگاه فوتبال ولازنیا اشکودر و باشگاه فوتبال پارما اشاره کرد.